# Mammillaria fraileana
Mammillaria fraileana (Britton & Rose) Boed. (укр. Мамілярія Фрайля, Мамілярія фрайлєана) — сукулентна рослина з роду мамілярія (Mammillaria) родини кактусових (Cactaceae).

## Ареал

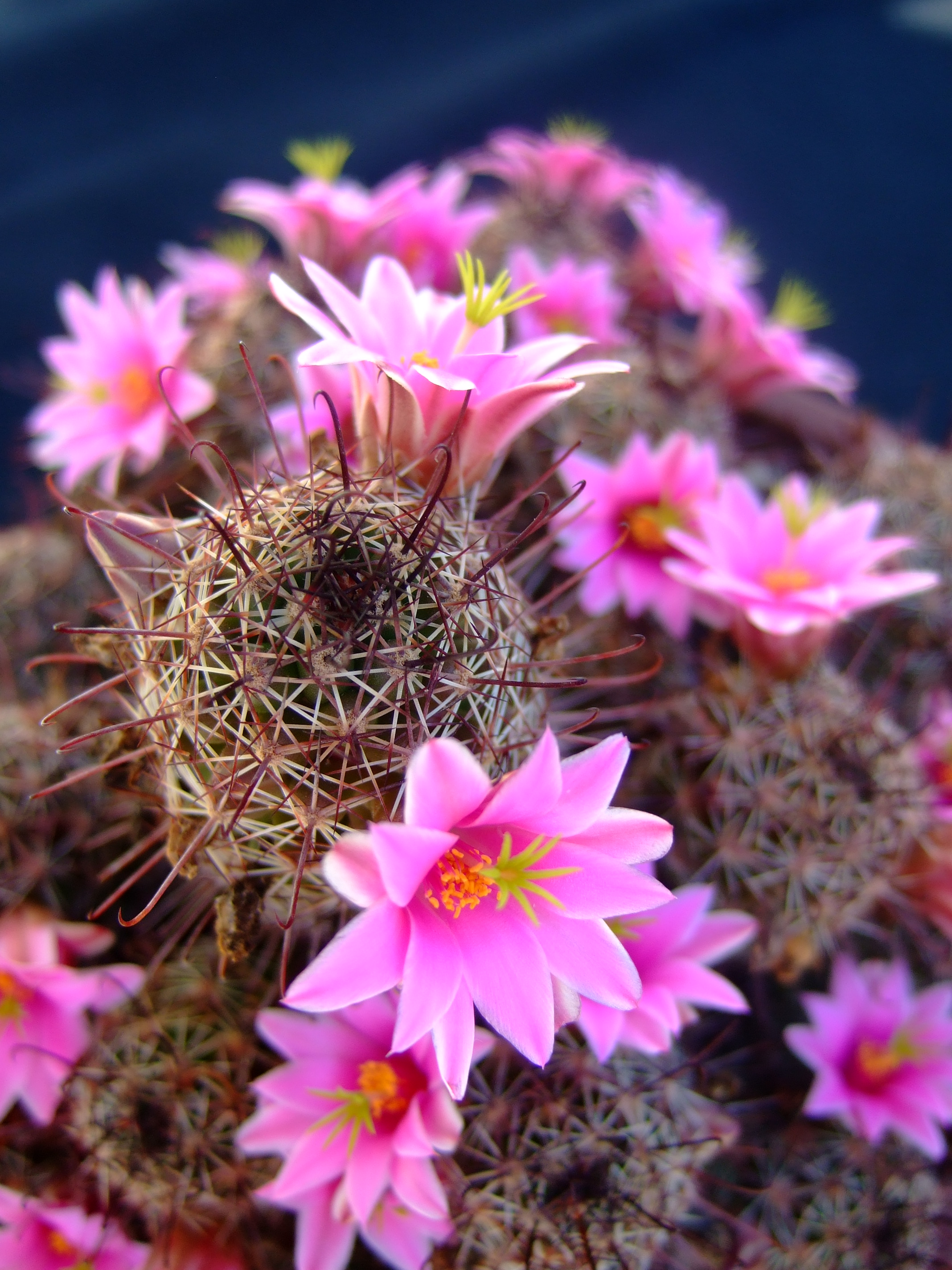
Квіти Mammillaria fraileana

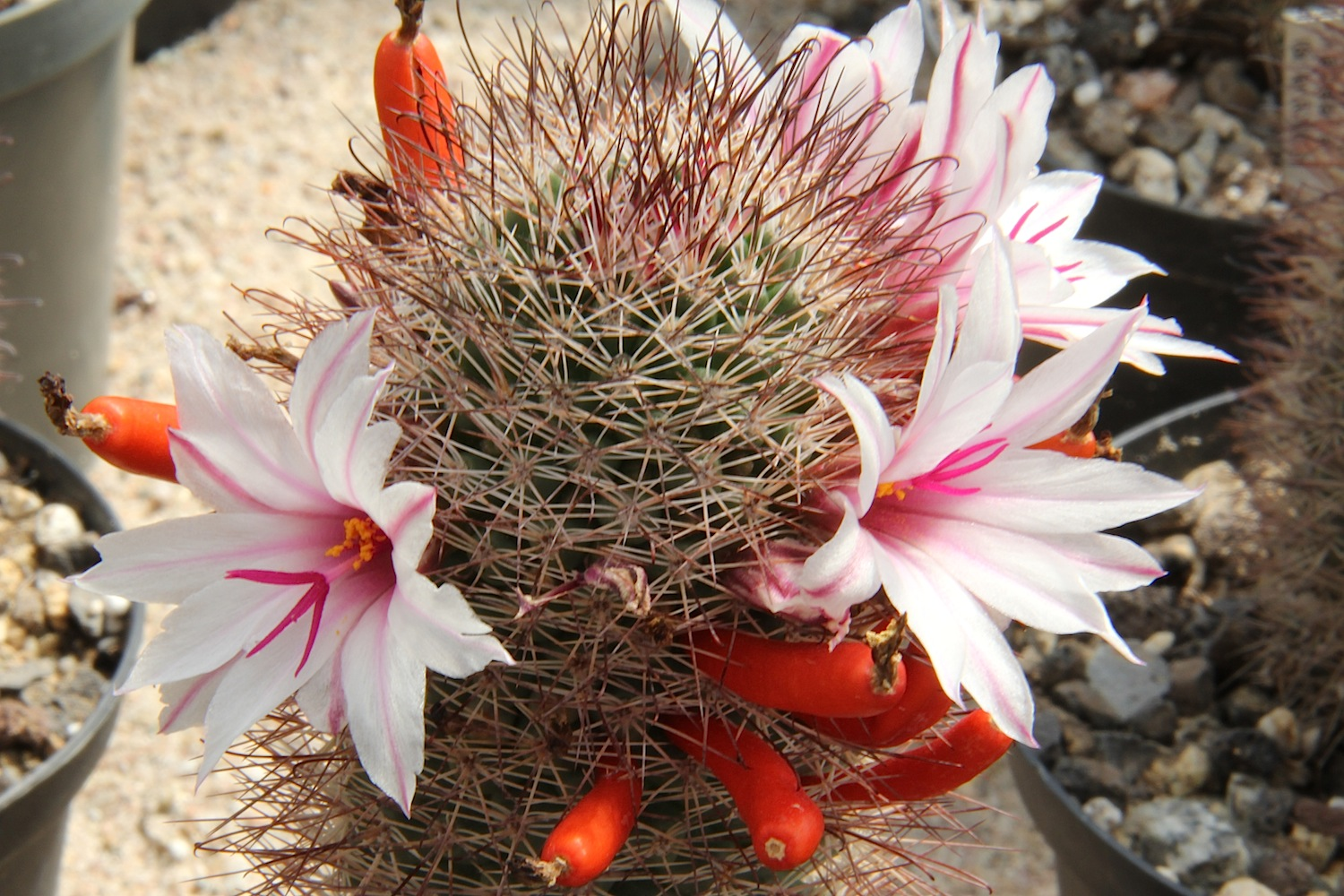
Квітуча Mammillaria fraileana з ягодами

Цей вид є ендемічним для мексиканського штату Баха-Каліфорнія-Сюр. Росте на узбережжі Каліфорнійської затоки, поблизу Ла-Паса, на острові Пічілінке і на прилягаючій материковій частині. Також поширений від Лорето, Кабо-Сан-Лукас, Тодос-Сантос, Лас-Крусес і до Каліфорнійського затоки на острів Серральво, Каталіна і Еспіріту-Санту.

## Екологія
Росте на тихоокеанському узбережжі, на скелях прямо біля моря, на крутих, кам'янистих схилах разом з колоніями Mammillaria petrophila subsp. arida, а також з рослинами з роду Агава і великими заростями опунцій.

## Систематика
В 1923 році Джозеф Нельсон Роуз та Натаніель Лорд Бріттон описали цю рослину як Neomammillaria fraileana, назвавши її на честь працівника департаменту сільського господарства з Вашингтона, видного садівника іспанського походження Мануеля Фрайля (1850—?). У 1933 році Фрідріх Бедекер відніс цей вид до роду Мамілярія (Mammillaria).
Девід Гант вважає цю рослину підвидом Mammillaria albicans, але Джон Пілбім заперечує це, звертаючи увагу на те, що ці два види віддають перевагу різним особливості місцевості — Mammillaria albicans надає перевагу вапняковим ґрунтам, а Mammillaria fraileana мешкає на скелястих схилах, що не містять вапна. Крім того, Mammillaria fraileana розповсюджені від південної частини півострова Каліфорнія і до Ла-Паса та нижче, в той час як Mammillaria albicans розповсюджені головним чином в прибережній області, на північ від Ла-Паса та на деяких сусідніх островах. Едвард Фредерік Андерсон — член Робочої групи Міжнародної організації з вивчення сукулентних рослин (IOS), колищній її президент у 2001 році випустив фундаментальну монографію з родини кактусових «The Cactus Family», де розглядає Mammillaria fraileana як окремий вид.

## Морфологічний опис
Цей вид з ряду Ancistracanthae має одні з найкрасивіших квітів в роді Mammillaria, які дуже схожі на ківти Mammillaria albicans.
Рослини зазвичай формують невеликі групи, що досить безладно розростаються навколо основи і сторін стебла.
| Орган              | Опис |
| Коріння            | |
| Стебло             | вузьке, циліндричне, заввишки близько 10—15 см, в діаметрі 2—3 см.                                           |
| Епідерміс          | зелений до червонувато-пурпурного, якщо рослина вирощена при рясному світлі.                                 |
| Маміли             | пірамідальні, без молочного соку.                                                                            |
| Ареоли             | |
| Аксили             | голі, іноді з декількома щетинками.                                                                          |
| Центральні колючки | 3, або 4, темно-коричневі, до 10 мм завдовжки, одна з них з гачком.                                          |
| Радіальні колючки  | близько 11, або 12, тонкі, голчасті, білі, до 10 мм завдовжки.                                               |
| Квіти              | рожеві, з темнішими центральними прожилками, до 25 мм завдовжки і в діаметрі, рильця яскраво-червоно-рожеві. |
| Бутони             | |
| Зовнішні пелюстки  | |
| Внутрішні пелюстки | |
| Тичинки            | |
| Маточка            | |
| Плоди              | червоні. |
| Насіння            | чорне. |